# Ernest Wagemann
Ernst Wagemann (* 18 de febrero de 1884 en Chañarcillo, Chile; † 20 de marzo de 1956 en Bad Godesberg) fue un economista y estadista chileno-alemán. Fundó el  Institut für Konjunkturforschung de Berlín. Tiene escrita una obra sobre el país donde nació, titulada Wirtschattsverkehr der Republik Chile (1913) y otra sobre el Brasil, Kolonisation im brasilianischen Staat (1919). Es autor de Allgemeine Geldlehre (1923); Konjunkturlehre (1928); Narrenspiegel der Statistik (1936) y Struktur und Rythmus der Weltwirtschatt (1936). Fue profesor universitario en Santiago de Chile de 1949 a 1953.

## Biografía
Después de estudiar en Göttingen, Berlín y Heidelberg, Wagemann recibió su Ph.D. en 1907. De 1908 a 1910 fue profesor en el Instituto Colonial de Hamburgo. En 1914 se habilita en la Friedrich-Wilhelms-Universität Berlin. En 1919 fue nombrado profesor asociado en la Universidad de Berlín, mientras que al mismo tiempo era oficial de economía del gobierno y del estado en el Ministerio de Agricultura de Prusia y profesor en el Ministerio de Economía del Reich.
De 1923 a 1933 Wagemann fue presidente de la Oficina de Estadística del Reich, y consecuentemente Oficial Electoral del Reich de 1924 a 1933.
Wagemann es considerado el fundador de la investigación empírica del ciclo económico en Alemania. En 1925 fundó el Instituto de Investigaciones Económicas, que más tarde se convertiría en el Instituto Alemán de Investigaciones Económicas. En 1932 presentó el plan Wagemann para combatir la crisis económica, en el que recomendaba, sin consultar al gabinete de Heinrich Brüning, una expansión moderada de la oferta monetaria combinada con una reforma estructural del sistema bancario.
En 1933, por instigación de Alfred Hugenberg, Wagemann perdió inicialmente todos sus cargos, por lo que inmediatamente se unió al NSDAP y, tras una audiencia con Rudolf Hess, volvió a ser director del instituto, cargo que ocupó hasta 1945.
En 1948 Wagemann fundó el Instituto de Economía en Chile, desde 1949 ocupó una cátedra en Santiago de Chile hasta que regresó a Alemania en 1953.

## Obras
- Das Alternationsgesetz wachsender Bevölkerungsdichte: ein Beitrag zur Frage des Lebensraums. In: Vierteljahreshefte zur Wirtschaftsforschung, Bd. 16, 1941/42, S. 173–219.
- Menschenzahl und Völkerschicksal – eine Lehre von den optimalen Dimensionen gesellschaftlicher Gebilde. Hamburg 1948.